# پاولوویتسه (ناحیه بنشوف)
پاولوویتسه (به چکی: Pavlovice) یک منطقهٔ مسکونی در جمهوری چک است که در ناحیه بنشوو واقع شده‌است.